# Comuna Turośń Kościelna
Comuna Turośń Kościelna este o comună (în poloneză: gmina) rurală în powiat Białystok, voievodatul Podlasia, Polonia.
Comuna acoperă o suprafață de 140,3 km² și are, potrivit datelor din anul 2006, o populație de 5.348.